# 穿心草
穿心草（学名：Canscora lucidissima），为龙胆科穿心草属下的一个植物种。